# Wilson Wan-Dall
Wilson Rogério Wan-Dall  (Gaspar, 21 de julho de 1955) é um político brasileiro.
Filho de Heldo Florentino Wan-Dall, comerciante, e de Maria Machado Wan-Dall, do lar, com nove irmãos, saiu muito cedo da terra natal transferindo-se para a cidade de Blumenau com seus familiares e iniciou atividades de comerciante no ramo de supermercado. Casou com Jorema Wan-Dall, natural de Trombudo Central.

## Carreira
Foi deputado à Assembleia Legislativa de Santa Catarina na 11ª legislatura (1987 — 1991), na 12ª legislatura (1991 — 1995), na 13ª legislatura (1995 — 1999) e na 14ª legislatura (1999 — 2003).
Foi presidente do Tribunal de Contas do Estado de Santa Catarina, de 02.03.2010 a 31.01.2011.